# Gentianella liburnica
Gentianella liburnica là một loài thực vật có hoa trong họ Long đởm. Loài này được E.Mayer & Kunz mô tả khoa học đầu tiên năm 1969.